# Kaple svatého Václava v katedrále svatého Víta
Kaple svatého Václava je jižní chórová kaple v katedrále svatého Víta, Václava a Vojtěcha na Pražském hradě. Císař Karel IV. jí určil místo ústředního náboženského, ideologického a uměleckého prostoru chrámu. Vybudoval ji Petr Parléř na čtvercovém půdoryse (tzv. Ad quadratum), čímž změnil původní projekt kaple s trojbokým závěrem (Ad triangulum) Matyáše z Arrasu. Stojí na základech rotundy sv. Víta, nad původním hrobem svatého Václava. Kaple je patrová s vnitřním schodištěm v síle zdi. Horní patro tvoří korunní komora. Svou dispozicí kaple tvoří samostatnou svatyni vloženou do ochozu chrámu, vyznačuje se čtverou funkcí: liturgickou, korunovační, pohřební a votivní (pro relikviářovou skříň sv. Václava).

## Hrob svatého Václava
Rotundu svatého Víta dal zbudovat český kníže Václav kolem roku 930. Tělo Václava zavražděného v Boleslavi bylo do rotundy přeneseno asi 938 jeho bratrem Boleslavem I., zodpovědným za jeho smrt. Ostatky byly uloženy do hrobu v podkovovité jižní apsidě, která zřejmě byla k tomuto účelu přistavěna. V roce 1060 byl hrob a částečně i zdivo apsidy pojaty do novostavby jižní lodi románské Spytihněvovy baziliky.
Mimořádnou pietu a důležitost hrobu věnoval Karel IV. při stavbě katedrály. Z kaple nad hrobovou komorou sv. Václava dal vytvořit nejvýznamnější místo katedrály: kromě pohřební kaple českého národního patrona a spolupatrona katedrály  určil spolupatrocinium sv. Jana Evangelisty a zařadil ji do korunovačního ceremoniálu českých králů. Svatováclavská koruna spočívala na lebce svatého Václava a pro uložení korunovačních klenotů byla v patře nad kaplí vybudována samostatná komora. Tělo bylo uloženo do zlaté relikviářové truhly, posázené drahokamy, gemami a perlami, spočívající na kamenném oltáři. Půda z Václavova původního hrobu byla pietně uložena do hrobky pod kaplí.
Relikviářovou skříň dal císař Zikmund Lucemburský za husitských válek odvézt i s částí Svatovítského pokladu na hrad Karlštejn, kde byly zlaté desky z jejího obkladu, články a drahokamy použity na placení žoldu vojákům. Ke zničení značné části hrobky a zařízení kaple došlo při požáru roku 1541. Hrob byl prozkoumán při přestavbě katedrály v letech 1910–1911, překryt novou dlažbou a oltář následně upraven podle návrhu Kamila Hilberta. s tabernáklem zdobeným Vojtou Suchardou.

## Interiér

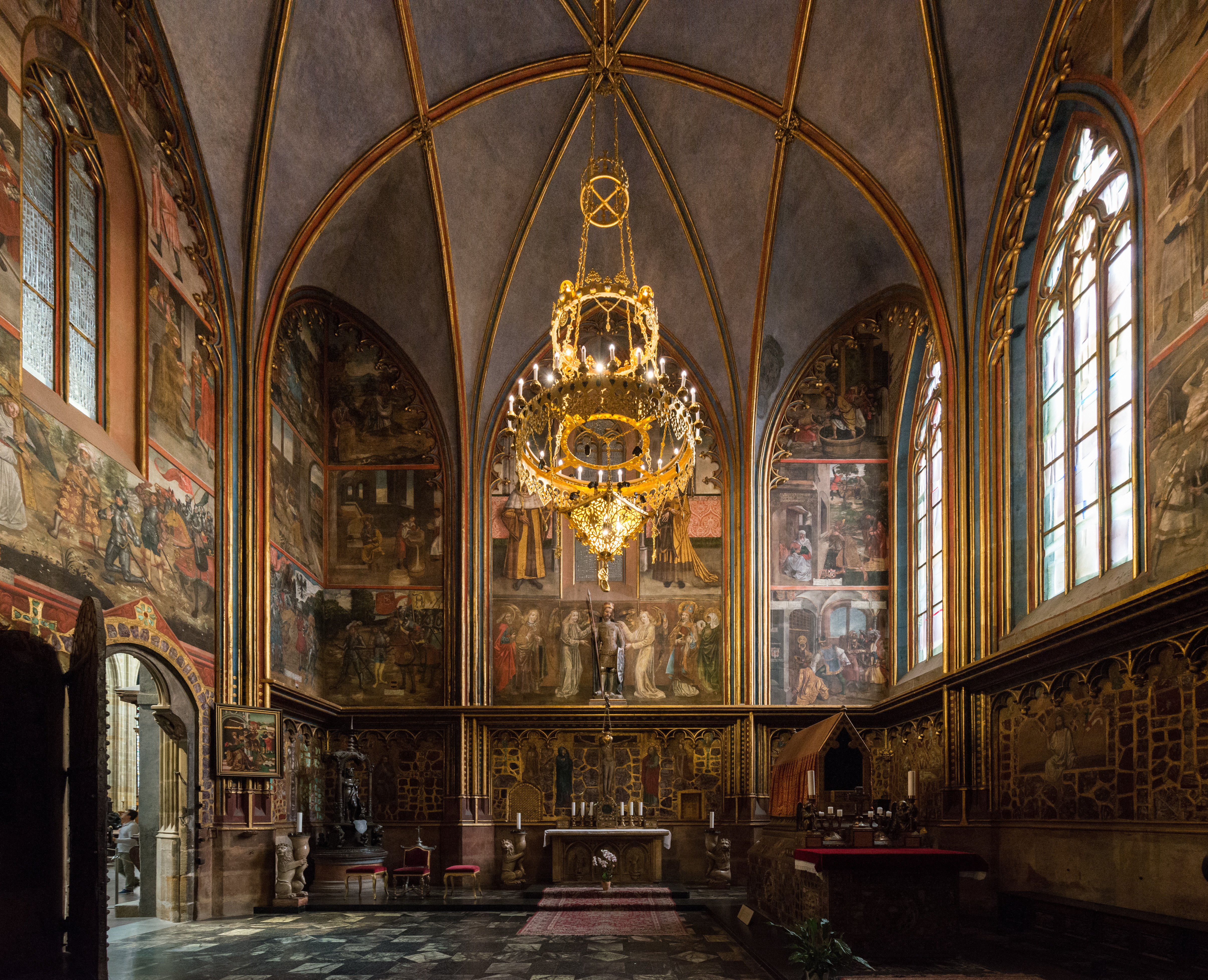
Pohled k východní stěně kaple

Hlavní prostor kaple je rovnovážný s proporcemi šířky, výšky a hloubky 1:1:1. 
- Původní je jen severní vchod do kaple, (jižní vchod byl dodatečně zazděn). Má gotické dubové dveře pobité plechem, a vzácné románské bronzové klepadlo ve tvaru lví hlavy s kruhem v tlamě. Věřilo se o něm, že pochází z vrat kostela sv. Klimenta ve Staré Boleslavi a že je autentickým klepadlem, jehož se chytil sv. Václav při útěku před vrahem.
- Na kamenném ostění dveří jsou v horních rozích vytesané dvě protějškové plastiky: vousatý muž (snad sv. Petr když zapřel Krista) a hříšník, kterému okřídlený ďábel rve duši z úst (snad Jidáš).
- Od země přibližně do výšky tří metrů jsou její stěny obloženy leštěnými deskami z polodrahokamů. Střídají se krušnohorské červenohnědé jaspisy, fialové ametysty a zelené slezské chryzoprasy. Jsou zasazeny v rámečkách ze zlacené omítky. Symbolizují hradby nebeského Jeruzaléma podle biblické vize sv. Jana Evangelisty[3]
- Pole mezi obkladovými kameny stěny zdobí malby pašijového cyklu s vrcholem ve scéně Ukřižování. Střídmý exteriér kontrastující s nádherou interiéru navazuje na karlštejnskou kapli sv. Kříže.
- Nad mřížkou výklenku vedle oltáře, v němž býval uchováván olej k pomazání krále při korunovaci, jsou namalovány protějškové portréty klečícího císaře Karla IV. a jeho čtvrté manželky, Alžběty Pomořanské s císařskou korunou, kterou byla korunována v listopadu roku 1368. Malby byly upraveny v 70. letech 15. století, kdy také namalovány postavy andělů a patronů v horních částech kaple.

- Největší plochu stěn pokrývá cyklus maleb Svatováclavské legendy, rozvržený do tří pater. Hlavní scénou, která prochází všemi patry a jako jediná má perspektivně řešené architektonické pozadí, je Přijetí sv. Václava na říšském sněmu v Řezně, kde svatý Václav obdržel od císaře Jindřicha Ptáčníka rameno sv. Víta, relikvii pro niž dal postavit na Pražském hradě rotundu. Autorem svatováclavckých maleb byl pravděpodobně anonym Mistr Litoměřického oltáře, ideovým autorem scén byl jejich spoluobjednavatel, probošt Jan z Vartenberka. Další úpravy a doplňky maleb z důvodu poškození provedl renesanční mistr Daniel Alexius z Květné. Druhým objednavatelem mohl být král Vladislav II. Jagellonský, který je zde vyobrazen se svou manželkou, královnou Annou z Foix Cadael. Král je výjimečně vyobrazen s plnovousem, je známo, že jej nosil pouze 1 rok na znamení smutku po úmrtí své manželky.
- Tabernákl na oltáři vytvořil Franta Anýž, s reliéfem od Vojty Suchardy.
- Na soklu nad oltářem stojí polychromovaná opuková socha svatého Václava ve zbroji, s kopím a štítem. Pochází z let 1373-1375, u nohou má znakový štítek s lomeným úhelníkem, erbem rodiny Parléřů. Autorem je asi Petr Parléř nebo jeho synovec Jindřich, jemuž bylo podle dochovaných účtů za sochu zaplaceno. Původní polychromii sochy provedl - rovněž v účtech uvedený - královský malíř Osvald. Jde patrně o nejstarší dochovanou českou volně stojící sochu světce.[4] Dochovala se ovšem bez pravé paže od lokte dolů a bez štítu, obojí bylo doplněno při puristické opravě v 19. století. Sochu doprovází dvojice malovaných andělů a za nimi čeští svatí patroni: vpravo sv. Vojtěch a Ludmila, vlevo sv. Vít.
- Sanktuarium (svatostánek) ve tvaru gotické věže s kruhovou okenní kružbou, určený pro uchovávání nejsvětější svátosti, nesprávně nazývané pastoforium, vykoval ze železa a pozlatil kovář, rovněž uvedený v účtech stavby.
- Bronzový svícen - paškál má mohutný figurální podstavec s renesanční sochou sv. Václava v životní velikosti, pochází z roku 1532, z dílny norimberského kovolitce Petra Vischera staršího.
- Goticko-renesanční obraz Stětí sv. Václava, olejomalba na dřevěné desce, je signovaná neurčeným malířem, podle signatury bývá nazýván Monogramista I.W., náležel do okruhu Mistra Litoměřického oltáře.
- Pár barokních svícnů  v podobě stojících lvů s rohem hojnosti v tlapách byl z bílého mramoru vytesán roku 1673.
- Arcibiskupovo křeslo, stojící nyní před svícnem, připomíná, že tuto kapli si za svou osobní zvolil kardinál Dominik Duka, slouží zde privátní bohoslužby pro významné hosty, jakým byl například polský prezident.

## Korunní komora

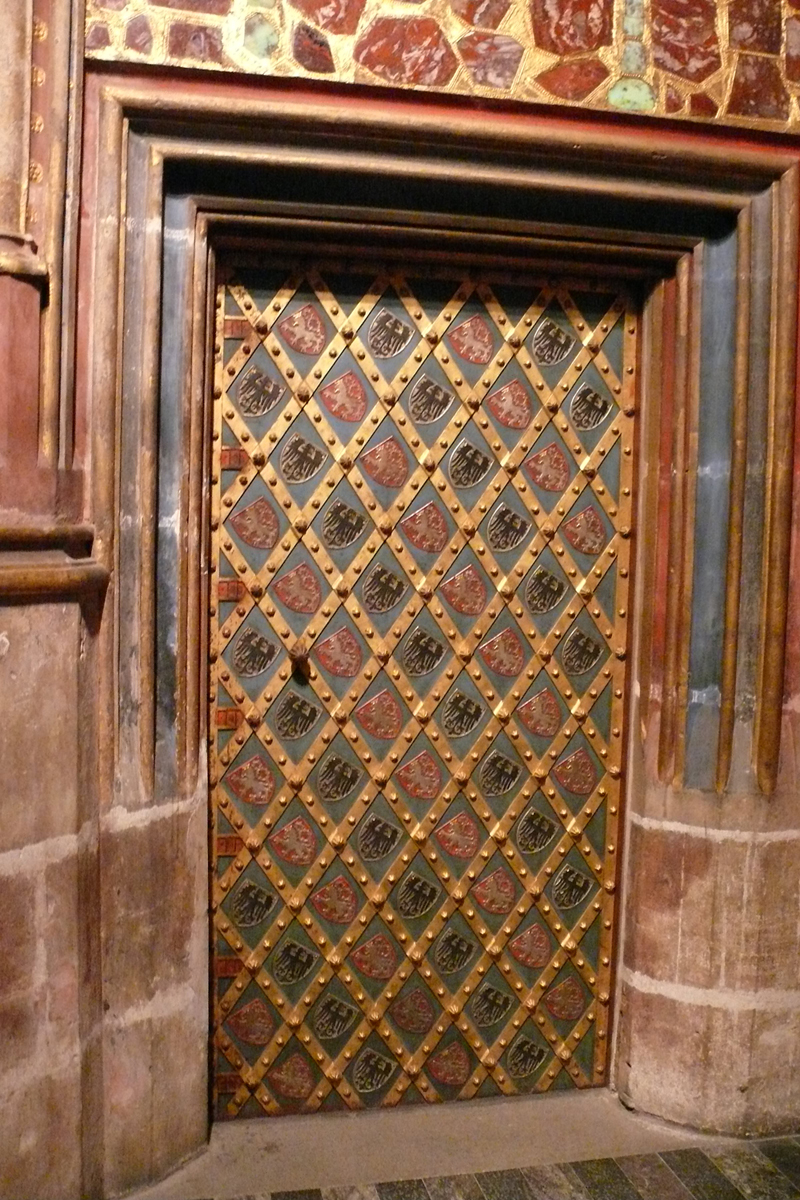
Dveře na schodiště ke korunní komoře se sedmi zámky (podél levého okraje)

Na pravé straně jižní stěny kaple jsou dveře z roku 1867 zavřené sedmi zámky, klíče k nim opatrují představitelé státu, katolické církve a města: prezident republiky, předseda vlády, arcibiskup pražský, předseda Poslanecké sněmovny, předseda Senátu, probošt Metropolitní kapituly u sv. Víta a primátor hlavního města Prahy. Dveře vedou na vřetenové schodiště do Korunní komory, kde jsou přechovávány české korunovační klenoty. Komora se nachází v patře nad jižní Zlatou bránou katedrály a je osvětlena dvěma malými okénky v mozaice Posledního soudu. Je zaklenuta třemi poli křížové klenby s figurálními a zvířecími konzolkami. Dnešní podoba komory pochází z úpravy v letech 1866–1868. Stěny jsou zdobeny historizujícími dekorativními nástěnnými malbami a českými znaky. Klenoty jsou uchovávány ve schránce tvaru domečkového relikviáře umístěného na oltářní mense. Dále je zde podlouhlý dubový stůl s židlemi.
Původní dveře, vyřazené v roce 1868, koupil roku 1874 stavitel Hartig a upevnil je do zdi podél tehdejší železniční trati ve Vítkovské ulici
(dnes K Vítkovu) na Žižkově. (V roce 2018 tam již nejsou, jejich osudy nejsou známy.)